# Super Pulgarcito
Super Pulgarcito fue un tebeo editado por la Editorial Bruguera en dos épocas diferentes (1949-1951 y 1970-1983), precediendo en el uso del prefijo "super" a "Super Mortadelo" (1972), "Super Zipi y Zape" (1972), "Super Tío Vivo" (1972), "Super DDT" (1973) o "Super Sacarino" (1975).

## Primera época (1949-1951)
La primera revista de la Editorial Bruguera con este título alcanzó 33 números ordinarios de 24x17 cm. Como innovaciones, presentaba la inclusión de dos páginas por serie y tinta roja.
| Años    | Números                          | Título                                           | Autoría | Procedencia |
| ------- | -------------------------------- | ------------------------------------------------ | --- | ----------- |
| 04/1949 | 1-33                             | El repórter Tribulete                            | Cifré |             |
| 04/1949 | 1-33                             | Carpanta                                         | Escobar |             |
| 04/1949 | 1-21, 24, 27-31                  | Doctor Niebla                                    | Guionistas: Rafael González, Silver Kane, Francisco Hidalgo, Ricardo Acedo, Víctor Mora. Dibujante: Francisco Hidalgo | El Campeón  |
| 04/1949 | 1                                | Las tremebundas fazañas de D. Furcio Buscabollos | Cifré |             |
| 04/1949 | 1-2, 6-33                        | Las hermanas Gilda                               | Vázquez | Pulgarcito  |
| 04/1949 | 1-18, 24-33                      | Leovigildo Viruta                                | Jorge |             |
| 04/1949 | 1-6, 8, 32                       | Casildo Calasparra                               | Ángel Nadal | Pulgarcito  |
| 04/1949 | 1-27, 29-33                      | Doña Urraca                                      | Jorge |             |
| 04/1949 | 1-2, 5, 7-9, 11-17, 19-24, 26-32 | Gordito Relleno                                  | Peñarroya |             |
| 04/1949 | 1-32                             | Silver Roy                                       | Antonio Bosch Penalva                                                                                                 | Pulgarcito  |
| 04/1949 | 1-33                             | Don Pío                                          | Peñarroya |             |
| 04/1949 | 1                                | Mandanga                                         | Sabatés |             |
| 04/1949 | 1-3, 5-16, 29                    | Heliodoro                                        | Vázquez | Pulgarcito  |
| 04/1949 | 1-9, 11-13, 15, 17-31, 33        | Zipi y Zape                                      | Escobar |             |
| 04/1949 | 1, 4-5, 7-30                     | Cucufato Pi                                      | Cifré |             |
| 1949    | 2-25, 27-33                      | Calixto                                          | Peñarroya | Pulgarcito  |
|         | 3-8                              | Ataulfo                                          | Sabatés |             |
|         | 4-5, 7, 11-12, 14, 28            | Don Berrinche                                    | Peñarroya |             |
|         | 6-13, 15-32                      | Canuto                                           | García Lorente |             |
|         | 5-6                              | Don Zambudio                                     | Jaime Juez |             |
|         | 5                                | Filomeno, deportista                             | Escobar |             |
| 1950-   | 9-32                             | El loco Carioco                                  | Conti | Pulgarcito  |
|         | 10-19, 21-33                     | Don Cloroformo                                   | Nadal |             |
|         | 16-32                            | Don Usurio                                       | Schmidt |             |
|         | 18-33                            | La familia Pepe                                  | Juan García Iranzo |             |
|         | 22-23, 25-26,                    | Robert King, enviado especial                    | Antonio Parras |             |
|         | 30-33                            | Pelusa y Clavicordio                             | Serna |             |
|         | 33                               | Martita                                          | Schmidt |             |

Ante el fracaso de esta revista, se lanzó "El DDT" en su lugar.

## Segunda época (1970-1983)
La segunda revista titulada "Super Pulgarcito" se lanzó en 1970, bajo la dirección de Jaime Castell Abella, a un precio de 15 pesetas y con un formato de 27 x 19 cm.
| Años | Números | Título                                      | Autoría                   | Procedencia       |
| ---- | ------- | ------------------------------------------- | ------------------------- | ----------------- |
| 1970 | 1       | Mortadelo y Filemón                         | Francisco Ibáñez          |                   |
| 1970 | 1       | Aquiles Talón                               | Greg                      | Franco-belga      |
| 1970 | 1       | Felix, el amigo de los animales             | J. Sánchez/C. Girado      |                   |
| 1970 | 1       | La Panda                                    | Roberto Segura            | "Gran Pulgarcito" |
| 1970 | 1       | Campeonio                                   | Raf                       | "El DDT"          |
| 1970 | 1       | El teniente Blueberry                       | Jean-Michel Charlier/Gir  | Franco-belga      |
| 1970 | 1       | El Sheriff Chiquito, que es todo un gallito | Schmidt                   | "El Jabato Extra" |
| 1970 | 1       | Tapón y Dalilo                              | Castillo                  |                   |
| 1970 | 1       | El califa Harun El Pussah                   | René Goscinny/Jean Tabary |                   |
| 1970 | 1       | Sir Tim O'Theo                              | Andrés Martín/Raf         |                   |
| 1970 |         | Caco y Coco                                 | Luis Allué                | Mortadelo         |
| 1972 | 12      | Gora-Gopal                                  | Carrillo                  |                   |
|      |         | Anacleto, agente secreto                    | Manuel Vázquez            |                   |
|      |         | Poncio Soponcio                             | Mittéï                    | Franco-belga      |
|      |         | Mac Fisghón, detective de afición           | Luis Allué                |                   |
|      |         | Mike Palmer, detective privado              | J. P. Rik/J. Vivas        |                   |
|      |         | Facundo                                     | Gosset                    |                   |
|      |         | Segis y Olivio                              | Jaume Rovira              | "Mortadelo"       |
|      |         | Topolino                                    | Alfons Figueras           |                   |
|      |         | Doña Urraca                                 |                           |                   |
|      |         | Zipi y Zape                                 | Escobar                   |                   |
|      |         | Alí-olí, vendedor oriental                  | Vázquez                   |                   |
|      |         | Plurilópez                                  | Tran                      |                   |
|      |         | Carioco                                     | Conti                     | Reedición         |
|      |         | El doctor Cataplasma                        | Schmidt                   |                   |
|      |         | Don Pío                                     | Peñarroya                 |                   |
|      |         | Manolón, conductor de camión                | Raf                       |                   |
|      |         | La abuelita Paz                             | Vázquez                   |                   |
|      |         | Pitagorín                                   | Peñarroya                 |                   |
|      |         | Las hermanas Gilda                          | Vázquez                   |                   |
|      |         | Maff y Osso                                 | Francisco Serrano/Jia     |                   |
|      |         | Angelito                                    | Vázquez                   |                   |

Desapareció en 1983, habiendo alcanzado los 152 números.